# 멀티채널 텔레비전 사운드
멀티채널 텔레비전 사운드(Multichannel television sound)는 NTSC 형식의 음성 반송파에 3가지의 부가적인 음성 채널을 부호화하는 방법이다. 일반적으로 MTS 라고도 부르며 때로는 이것을 만든 기관의 이름을 따서 BTSC라고 부르기도 한다.

## 역사
MTS는 1984년 FCC에서 미국의 스테레오 텔레비전 전송 표준으로 채택되었다. MTS 기술 개발의 시작은 1975년 텔레소닉 사가 시카고의 방송국 WTTW와 접촉하면서 시작되었다. WTTW는 음악 쇼 프로그램을 준비하고 있었고, 지역 FM 방송국으로 스테레오 동시 송출하고 있었다. 텔레소닉과 WTTW는 FM 스테레오와 비슷한 TV용 음성 다중 시스템을 개발하기로 하였고, WTTW 쪽 기술자 12명이 합류하였다.
1979년 WTTW는 그래스 밸리 사에서 제작한 스테레오 마스터 컨트롤 스위처를 설치하였고, 마이크로파 스튜디오 트랜스미터 링크(STL)에 추가 오디오 채널을 추가하였다. 이 시기 WTTW 기술자들은 비디오 레코더에 스테레오 오디오를 기록하는 방법을 개발하였다. 오디오 트랙 헤더를 두 개로 나누었고, 돌비 NR을 사용하여 음악 쇼 프로그램을 녹음하고 전자적으로 편집할 수 있도록 하였다. 추가적으로 24트랙 오디오 레코더를 음악 프로덕션 및 믹싱에 사용하였다. 이 방송을 재송출하려고 하는 PBS 구성 방송국들에게는 4개 트랙(좌, 우, 수직 드라이브, 타임 코드)으로 구성된 스테레오 테이프가 제공되었다.
FCC 인증 과정에 여러 기관들이 참가하였고, EIA와 일본 EIA는 승인 과정에 각 조직의 구성원을 참가시키길 원했다. WTTW 기술자들은 주파수 응답, 채널 분리, 스펙트럼 사용에 관한 표준을 만들고, 방송을 실험하기 위한 프로그램 원본을 제공하는 데 협력하였다. 3M에서 제작한 24트랙 오디오 레코더를 사용하여 동시에 12개의 스테레오 프로그램 송출을 시험하였다. 시카고 서부에 있는 마쓰시타 퀘이사 TV 제작 공장 및 연구소에서 시스템 실험이 이루어졌다. 실험 과정에서 일부 과정의 적합성에 의문이 제기되었고, 두 번째 실험이 시작되었다.
WTTW는 1983년 10월에 스테레오 모듈레이터를 설치하였고, FCC가 BTSC 시스템을 확정하기 이전의 텔레소닉 시스템으로 스테레오 송출을 시작하였다. EIA와 FCC의 권유에 따라서 모듈레이터 특성을 조정하였고, 1984년 8월 모든 시간대로 스테레오 방송이 확장되었다. 1984년 7월 26일 NBC에서 스테레오 방송이 시작되었으나, 당시에는 뉴욕에 있는 송신소에서만 스테레오 방송이 송출되었다. 1985년 초기에 모든 프로그램의 스테레오 송출이 시작되었다. ABC와 CBS는 각각 1986년과 1987년에 스테레오 방송을 시작하였다. FOX는 1990년에 스테레오 방송을 시작하였다. BTSC 스테레오 송출 기능이 추가된 TV 수신기는 1984년에 최초로 출시되었다. 1980년대 중반-1990년대 중반 및 2000년대 일부에는 스테레오 방송을 송출하기 시작할 때 "In stereo (where available)"라는 문구를 송출하였고, 방송국마다 문구 스타일은 조금씩 달랐다.

## 채널 구성
첫 번째 채널은 스테레오 차이(stereo difference)로, 기존의 모노(monophonic) 음성(왼쪽 채널과 오른쪽 채널 데이터가 합쳐져 있음)에 스테레오 음성을 추가하기 위해 사용된다. 스테레오 정보는 잡음을 제거하여 신호 대 잡음비(SNR - Signal to Noise Ratio)를 높이기 위해 DBX 부호화 과정을 거친다. 이 신호는 모노 반송파 위에 송출된다. 두 채널을 더하면 왼쪽 채널이 나오고, 위상을 반전시켜 빼면 오른쪽 채널이 나온다. 이상적인 상황에서 MTS는 VHF FM 스테레오보다 1.5db 더 좋은 성능을 가지며, 두 방식 모두 채널 간 간섭이 존재하여 스테레오 분리가 완벽하지는 않다.
세컨드 오디오 프로그램(SAP - Second audio program)도 역시 표준의 일부로 외국어 음성, DVS와 같은 화면 해설 서비스는 물론 캠퍼스 라디오나 날씨 정보와 같은 전혀 별개의 서비스를 제공하는 것도 가능하다.
세 번째 PRO (professional) 채널은 방송국 내부용으로 사용되며, 음성이나 데이터를 다룰 수 있다. 이것은 일반적으로 뉴스 방송 중에 전자 뉴스 취재(ENG - Electonic news gathering)용으로 사용되며, TV 방송국의 원격 링크를 통해 (현지의 리포터 등의) 외부 사람과 얘기하는 것이 가능하다. 이 채널을 수신할 수 있는 수신기는 일반적으로 방송 전문가에게 판매된다.
MTS 신호가 송출되면 15.734KHz 파일럿 톤이 같이 송출된다. MTS 파일럿은 영상 송출을 잠글 때 사용하는 수평 동기화 신호에서 유도되거나 잠긴다. 따라서 수평 동기화 신호에서 위상 변화나 주파수 변화가 생기는 경우 오디오에 영향을 끼친다. 1984년에 사용된 UHF 송신기들은 수평 동기화 신호의 품질이 좋지 않아서 스테레오 방송을 송출할 수 없었으며, 이후 나온 송신기에서 가능하게 되었다.

## 라이선스
DBX 압신(companding) 기법의 사용으로 인해 MTS를 복호화하는 아날로그 회로를 사용하는 모든 텔레비전은 초기에는 DBX 사에 로열티를 지불하였고, 1989년에는 분사된 THAT 사에 로열티를 지불하였다. THAT 사는 1994년에 특허를 인수하였고, 2004년에 특허권이 만료되었다. THAT 사는 디지털 MTS 구현에 관한 특허를 소유하고 있으나, 2007년 NTIA에 보낸 편지에 의하면 모든 아날로그 및 일부 디지털 MTS 구현에 대해서 로열티를 지불할 필요가 없다고 밝혔다.

## 미국의 디지털 전환
NTSC 표준의 일부분이기 때문에 2009년 6월 12일 미국의 디지털 전환 이후 MTS는 미국의 광역 텔레비전 방송국에서 사용되지 않는다. 저전력 송출 방송국 및 아날로그 케이블 방송에서는 계속 사용하고 있다. 디지털 전환 기금으로 제공되는 셋톱박스는 RCA 커넥터를 사용하여 스테레오 음성을 출력할 수 있어야 하나, MTS는 선택 사항으로 남겨졌다. MTS가 선택 사항이 된 이유는 비용 절감 때문이라고 밝혔으나 THAT 사의 로열티 지불을 피해 가기 위해서라는 측면도 있다.
THAT 사는 이후 소비자들을 대상으로 하는 DTV 전환과 MTS에 대한 페이지를 만들었다. 이 사이트에서는 RF 전용 커넥터를 대부분 사용하며 MTS는 셋톱박스에서 선택 사항이기 때문에 디지털 셋톱박스를 사용하는 대부분 사용자들은 모노 음성만 들을 수 있다고 밝혔다.

## 도입
아날로그 음성 다중에 MTS 방식을 사용하는 나라는 다음과 같다.
- 중화민국: NTSC
- 멕시코: NTSC
- 브라질: PAL-M
- 아르헨티나: PAL-N
- 칠레: NTSC
- 캐나다: NTSC
- 필리핀: NTSC

## 참조
1. ↑  Peter W. Kaplan, "TV Notes", New York Times, July 28, 1984, sec. 1, p. 46.
2. ↑  http://www.cedmagic.com/museum/dimensia/fkc2600-1.html
3. 1 2  “Letter to NTIA, August 21, 2007 (THAT Corporation)”. 2007년 10월 29일에 원본 문서에서 보존된 문서. 2013년 3월 17일에 확인함.
4. ↑  “NTIA Letter to THAT Corporation, August 2, 2007” (PDF). 2008년 7월 20일에 원본 문서 (PDF)에서 보존된 문서. 2008년 8월 24일에 확인함.
5. ↑  “dbx-TV and the Digital TV Transition (THAT Corporation)”. 2008년 10월 15일에 원본 문서에서 보존된 문서. 2008년 8월 24일에 확인함.

## 같이 보기
- NICAM
- A2 스테레오